# Telsimia nitida
Telsimia nitida är en skalbaggsart som beskrevs av Chapin 1926. Telsimia nitida ingår i släktet Telsimia och familjen nyckelpigor. Inga underarter finns listade i Catalogue of Life.